# Amerykański żołnierz
Amerykański żołnierz (niem. Der amerikanische Soldat) – niemiecki film dramatyczny z 1970 roku w reżyserii Rainera Wernera Fassbindera.

## Fabuła
Ricky, zimnokrwisty zabójca z Niemiec, mieszkający w Stanach, zaraz po powrocie z wojny w Wietnamie przyjeżdża do rodzinnego miasta, Monachium. Dostaje zlecenie od zdegenerowanych policjantów, by zlikwidować niewygodnych przestępców. Staje się płatnym mordercą, odwalającym brudną robotę za funkcjonariuszy.

## Obsada
- Karl Scheydt jako Ricky
- Katrin Schaake jako Magdalena Fuller
- Rainer Werner Fassbinder jako Franz Walsch
- Hark Bohm jako Doc
- Elga Sorbas jako Rosa von Praunheim
- Jan George jako Jan
- Marius Aicher jako Policjant

oraz
- Ulli Lommel
- Margarethe von Trotta